# Critics' Choice Television Award du meilleur acteur dans un second rôle dans une série télévisée comique

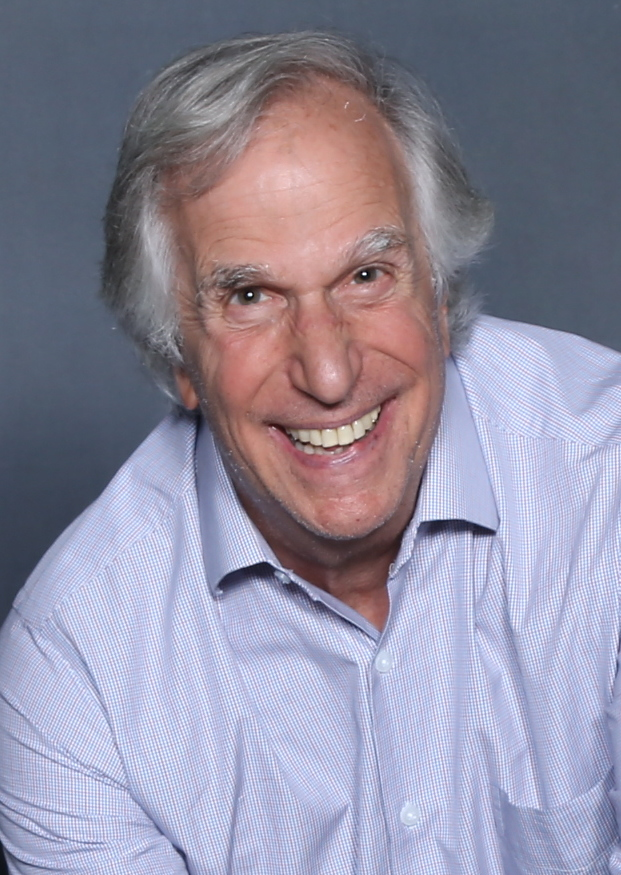
Lauréat 2022 : Henry Winkler

Le Critics' Choice Television Award du meilleur acteur dans un second rôle dans une série télévisée comique (Critics' Choice Television Award for Best Supporting Actor in a Comedy Series) est l'une des récompenses décernées aux professionnels de l'industrie du cinéma par le jury de la Broadcast Television Journalists Association depuis 2011.

## Palmarès

### Années 2010
- 2011 : Neil Patrick Harris pour le rôle de Barney Stinson dans How I Met Your Mother
  - Ty Burrell pour le rôle de Phil Dunphy dans Modern Family
  - Nick Offerman pour le rôle de Ron Swanson dans Parks and Recreation
  - Ed O'Neill pour le rôle de Jay Pritchett dans Modern Family
  - Danny Pudi pour le rôle de Abed Nadir dans Community
  - Eric Stonestreet pour le rôle de Cameron Tucker dans Modern Family

- 2012 : Ty Burrell pour le rôle de Phil Dunphy dans Modern Family
  - Max Greenfield pour le rôle de Schmidt dans New Girl
  - Nick Offerman pour le rôle de Ron Swanson dans Parks and Recreation
  - Danny Pudi pour le rôle de Abed Nadir dans Community
  - Jim Rash pour le rôle de Craig Pelton dans Community
  - Damon Wayans Jr. pour le rôle de Brad Williams dans Happy Endings

- 2013 : Simon Helberg pour le rôle de Howard Wolowitz dans The Big Bang Theory
  - Max Greenfield pour le rôle de Schmidt dans New Girl
  - Alex Karpovsky pour le rôle de Ray Ploshansky dans Girls
  - Adam Pally pour le rôle de Max Blum dans Happy Endings
  - Chris Pratt pour le rôle d'Andy Dwyer dans Parks and Recreation
  - Danny Pudi pour le rôle d'Abed Nadir dans Community

- 2014 : Andre Braugher pour le rôle du Capitaine Ray Holt dans Brooklyn Nine-Nine
  - Keith David pour le rôle du Command Sergeant Major Donald Cody dans Enlisted
  - Tony Hale pour le rôle de Gary Walsh dans Veep
  - Albert Tsai pour le rôle de Bert Harrison dans Trophy Wife
  - Christopher Evan Welch pour le rôle de Peter Gregory dans Silicon Valley
  - Jeremy Allen White pour le rôle de Phillip "Lip" Gallagher dans Shameless

- 2015 : T. J. Miller pour le rôle d'Erlich Bachman dans Silicon Valley
  - Tituss Burgess pour le rôle de Titus Andromedon dans Unbreakable Kimmy Schmidt
  - Jaime Camil pour le rôle de Rogelio de la Vega dans Jane the Virgin
  - Adam Driver pour le rôle d'Adam Sackler dans Girls
  - Tony Hale pour le rôle de Gary Walsh dans Veep
  - Cameron Monaghan pour le rôle d'Ian Gallagher dans Shameless

- 2016 : Andre Braugher pour le rôle du Capitaine Ray Holt dans Brooklyn Nine-Nine
  - Jaime Camil pour le rôle de Rogelio de la Vega dans Jane the Virgin
  - Jay Duplass pour le rôle de Josh Pfefferman dans Transparent
  - Neil Flynn pour le rôle de Mike Heck Jr. dans The Middle
  - Keegan-Michael Key pour le rôle de Mark Rodriguez dans Playing House
  - Mel Rodriguez pour le rôle de Patsy De La Serda dans Getting On

- 2016 : Louie Anderson pour le rôle de Christine Baskets dans Baskets
  - Andre Braugher pour le rôle du Capitaine Ray Holt dans Brooklyn Nine-Nine
  - Tituss Burgess pour le rôle de Titus Andromedon dans Unbreakable Kimmy Schmidt
  - Ty Burrell pour le rôle de Phil Dunphy dans Modern Family
  - Tony Hale pour le rôle de Gary Walsh dans Veep
  - T. J. Miller pour le rôle d'Erlich Bachman dans Silicon Valley

- 2018 : Walton Goggins pour le rôle de Lee Russell dans Vice Principals
  - Tituss Burgess pour le rôle de Titus Andromedon dans Unbreakable Kimmy Schmidt
  - Sean Hayes pour le rôle de Jack McFarland dans Will et Grace (Will & Grace)
  - Marc Maron pour le rôle de Sam Sylvia dans GLOW
  - Kumail Nanjiani pour le rôle de Dinesh Chugtai dans Silicon Valley
  - Ed O'Neill pour le rôle de Jay Pritchett dans Modern Family

### Années 2020
- 2020 : Andrew Scott pour le rôle du Prêtre dans Fleabag
  - Andre Braugher pour le rôle de Raymond Jacob Holt dans Brooklyn Nine-Nine
  - Anthony Carrigan pour le rôle de NoHo Hank dans Barry
  - William Jackson Harper pour le rôle de Chidi Anagonye dans The Good Place
  - Dan Levy pour le rôle de David Rose dans Schitt's Creek
  - Nico Santos pour le rôle de Mateo Fernando Aquino Liwanag dans Superstore
  - Henry Winkler pour le rôle de Gene Cousineau dans Barry

- 2021 : Daniel Levy pour le rôle de David Rose dans Bienvenue à Schitt's Creek (Schitt's Creek)
  - William Fichtner pour le rôle de Adam Janikowski dans Mom
  - Harvey Guillén pour le rôle de Guillermo De la Cruz dans What We Do in the Shadows
  - Alex Newell pour le rôle de Mo dans Zoey et son incroyable playlist (Zoey's Extraordinary Playlist)
  - Mark Proksch pour le rôle de Colin Robinson dans What We Do in the Shadows
  - Andrew Rannells pour le rôle de Blair Pfaff dans Black Monday

- 2022 : Brett Goldstein – Ted Lasso
  - Ncuti Gatwa – Sex Education
  - Harvey Guillén – What We Do in the Shadows
  - Brandon Scott Jones – Ghosts
  - Ray Romano – Made for Love
  - Bowen Yang – Saturday Night Live

- 2023 : Henry Winkler – Barry
  - Brandon Scott Jones – Ghosts
  - Leslie Jordan – Call Me Kat
  - James Marsden – Dead to Me
  - Chris Perfetti – Abbott Elementary
  - Tyler James Williams – Abbott Elementary

- 2024 : Ebon Moss-Bachrach pour le rôle de Sydney Adamu dans The Bear
  - Phil Dunster pour le rôle de Jamie Tartt dans Ted Lasso
  - Harrison Ford pour le rôle du Dr Paul Rhoades Shrinking
  - Harvey Guillén pour le rôle de Guillermo de la Cruz dans What We Do in the Shadows
  - James Marsden pour le rôle de lui-même dans Jury Duty
  - Henry Winkler pour le rôle de Gene Cousineau dans Barry

- 2025 : Michael Urie pour le rôle de Brian dans Shrinking
  - Paul W. Downs pour le rôle de Jimmy LuSaque dans Hacks
  - Asher Grodman pour le rôle de Trevor Lefkowitz dans Ghosts
  - Harvey Guillén pour le rôle de Guillermo de la Cruz dans What We Do in the Shadows
  - Brandon Scott Jones pour le rôle de Isaac Higgintoot dans Ghosts
  - Tyler James Williams pour le rôle de Gregory Eddie dans Abbott Elementary

## Statistiques

### Récompenses multiples
2 : Andre Braugher

### Nominations multiples
3 : Andre Braugher, Tituss Burgess, Ty Burrell, Tony Hale, Danny Pudi
2 : Jaime Camil, Max Greenfield, T. J. Miller, Ed O'Neill, Nick Offerman